# Brad (Negri), Bacău
Brad este un sat în comuna Negri din județul Bacău, Moldova, România.
Pe raza satului s-a descoperit o cetate geto-dacică din sec. IV î. Hr. - I d. Hr. În straturile inferioare s-au găsit ceramică grecească de lux, amfore, cupe, monede.

## Monumente
- Casa Memorială Ion Ionescu de la Brad